# Józef Sanecki
Józef Jan Sanecki (ur. 12 grudnia 1936 w Strzyżowie, zm. 3 września 2022) – polski geodeta i nawigator, prof. dr hab. nauk technicznych, pułkownik.

## Życiorys
W 1957 ukończył naukę w Wyższej Szkole Oficerskiej Inżynierii Wojskowej we Wrocławiu, a w 1969 studia na Wydziale Inżynierii Wojskowej Wojskowej Akademii Technicznej. W 1972 otrzymał doktorat, w 1977 habilitował się na podstawie pracy zatytułowanej Analiza i przetwarzanie informacji o obiektach powierzchniowych w zdalnym badaniu środowiska techniką wielopasmową. 14 lutego 1985 uzyskał tytuł profesora nauk technicznych.
Pracował w Katedrze Geodezji im. Kaspra Weigla na Wydziale Budownictwa i Inżynierii Środowiska Politechniki Rzeszowskiej im. Ignacego Łukasiewicza, oraz był profesorem zwyczajnym w Instytucie Inżynierii Ruchu Morskiego na  Wydziale Nawigacyjnym Akademii Morskiej w Szczecinie.
Awansował na stanowisko kierownika w Katedrze Teledetekcji i Geoinformatyki na Wydziale Inżynierii Lądowej i Geodezji Wojskowej Akademii Technicznej im. Jarosława Dąbrowskiego.
Był członkiem Akademii Inżynierskiej w Polsce i Komitetu Geodezji  PAN.

## Odznaczenia i wyróżnienia
- Krzyż Oficerski Orderu Odrodzenia Polski[1]
- Krzyż Komandorski Orderu Odrodzenia Polski[1]
- Medal Komisji Edukacji Narodowej[1]
- Zasłużony Nauczyciel RP[1]
- Resortowe (MON i MSWiA)[1]